# Pardosa portoricensis
Pardosa portoricensis là một loài nhện trong họ Lycosidae.
Loài này thuộc chi Pardosa. Pardosa portoricensis được Richard C. Banks miêu tả năm 1901.